# Mercuryeilanden
De Mercuryeilanden zijn een tot Nieuw-Zeeland behorende archipel in de Grote Oceaan, gelegen ten noordoosten van Noordereiland, het noordelijkste hoofdeiland van Nieuw-Zeeland. De eilandengroep bestaat uit zeven eilanden en een aantal rotsen.
In het westen ligt het grootste eiland, Great Mercury Island (Ahuahua), dat privébezit is. Dan volgen de vijf kleinste Korapuki, Green, Middle (Atiu), Kawhitu (Stanleyeiland) en Moturehu, en ten slotte in het oosten Red Mercury Island (Whakau).

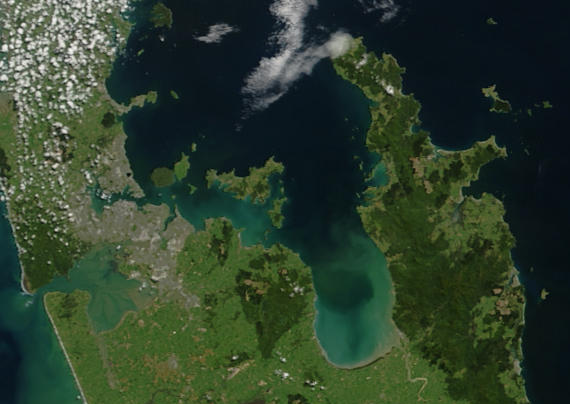
Satellietfoto van NASA's Terra satellite. De Mercuryeilanden liggen rechtsboven

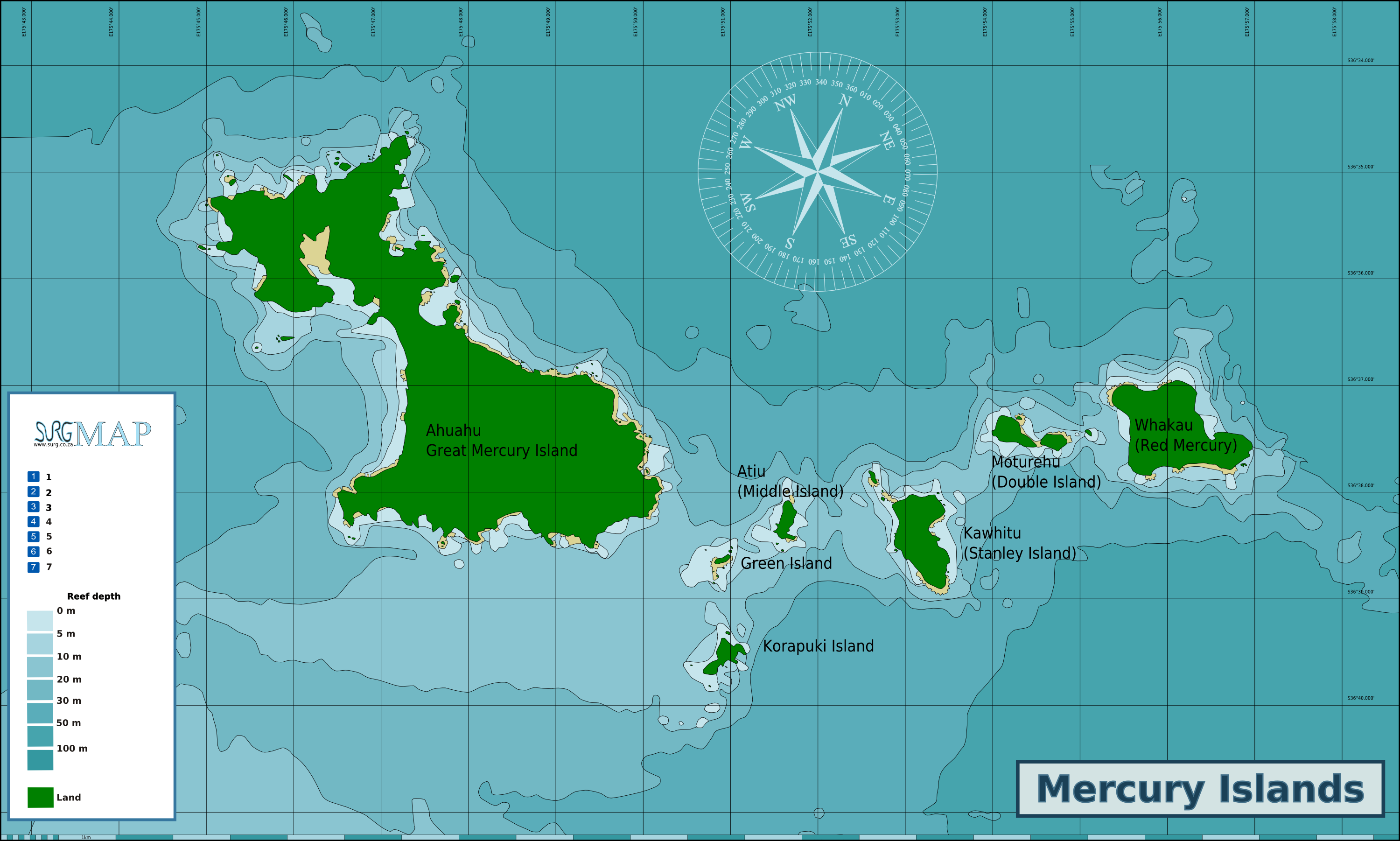
Mercuryeilanden